# Línea i1 (Urbanos de Algete)
La línea i1 de la red de autobuses urbanos de Algete une los institutos de la localidad con el centro del pueblo.

## Características
Se trata de una línea peculiar, puesto que no aparece reflejada en ningún lugar de la web del CRTM ni en la web de Interbus a pesar de ser la entidad reguladora de la línea. Su función principal se basa en mallar el pueblo recorriendo el casco antiguo y llegando al IES Gustavo Adolfo Bécquer.
Circula exclusivamente los días lectivos, con una única expedición hacia el instituto y otra de vuelta (adicionalmente dos de vuelta los lunes y miércoles). Curiosamente la expedición de ida de la línea es la que se realiza por la tarde al salir del instituto, es la de vuelta la que sirve para entrar por la mañana.
Permite la utilización del Abono Transporte del CRTM y utiliza paradas ya existentes de líneas interurbanas, algunas incluso de uso exclusivo para la línea urbana.
El municipio de Algete contó hasta el 9 de enero de 2012 dos líneas urbanas que unían el centro del pueblo con las diferentes urbanizaciones (Nuevo Algete, Monte Tesoro, Santo Domingo y Prado Norte), los polígonos industriales de la M-106 y el instituto ya mencionado. Fueron suprimidas debido a la baja demanda, quedando sus recorridos mayoritariamente absorbidos por líneas interurbanas.
Actualmente la línea de institutos es la única que se considera urbana en el municipio, a pesar de no ser ampliamente promocionada. Su uso se encuentra restringido a los alumnos de los institutos o a los acompañantes de los mismos.
La línea circula exclusivamente por el término municipal de Algete. Como bien se expresa en la numeración interna del CRTM, recibe el número i1009. Los dos primeros dígitos corresponden a la línea, en este caso la línea i1. Y los últimos tres dígitos corresponden al municipio por el que circula, en este caso 009 corresponde al municipio de Algete.
La línea no mantiene los mismos horarios todo el año, ciñéndose al calendario lectivo escolar del centro educativo al que presta servicio, circulando únicamente del 1 de septiembre al 30 de junio y sólo en días lectivos del año en los que hay actividad escolar.
Está operada por la empresa Interbus mediante la concesión administrativa VCM-101 - Madrid - Alcobendas - Algete - Tamajón (Viajeros Comunidad de Madrid) del Consorcio Regional de Transportes de Madrid.

## Horarios

### 1 septiembre - 30 junio
| Lunes a viernes laborables lectivos |                    |
| Instituto > Algete                  | Algete > Instituto |
| 14:30                               | 08:05              |
| 15:30                               |                    |

## Recorrido y paradas

### Sentido Algete
| Código | Zona | Localidad | Denominación                                                  | Ubicación                            | Líneas de la parada         |
| ------ | ---- | --------- | ------------------------------------------------------------- | ------------------------------------ | --------------------------- |
| 11700  |      | Algete    | Avenida de Europa - Instituto                                 | M-103 km. 8,1                        | 197 i1                      |
| 13070  |      | Algete    | Calle Limón Verde - Residencia                                | Calle Limón Verde S/N.º              | i1                          |
| 11693  |      | Algete    | Calle de los Olivos - Calle de María Amor                     | Calle de los Olivos Nº19             | 185 N103 i1                 |
| 15852  |      | Algete    | Calle de los Palomares - Calle de los Olivos                  | Calle de los Palomares Nº21          | N103 i1                     |
| 13074  |      | Algete    | Calle del Caldo - Casa de la Juventud                         | Calle del Caldo S/N.º                | 180 181 182 183 263 N103 i1 |
| 11689  |      | Algete    | Calle de Alcalá - Calle Ronda de la Constitución              | Calle de Alcalá Nº11                 | 181 183 i1                  |
| 11690  |      | Algete    | Avenida del Cigarral - Urbanización Monte Tesoro              | Avenida del Cigarral Nº45            | 181 183 i1                  |
| 06741  |      | Algete    | Calle Ronda de la Constitución - Calle de Alcalá              | Calle Ronda de la Constitución Nº137 | 180 181 182 183 263 N103 i1 |
| 11698  |      | Algete    | Calle Ronda de la Constitución - Calle de la Fuente del Noque | Calle Ronda de la Constitución Nº113 | 180 181 182 183 263 N103 i1 |
| 06743  |      | Algete    | Plaza de la Constitución - Biblioteca                         | Plaza de la Constitución Nº5         | 180 181 182 183 263 N103 i1 |

### Sentido Instituto
| Código | Zona | Localidad | Denominación                                                  | Ubicación                            | Líneas de la parada         |
| ------ | ---- | --------- | ------------------------------------------------------------- | ------------------------------------ | --------------------------- |
| 11690  |      | Algete    | Avenida del Cigarral - Urbanización Monte Tesoro              | Avenida del Cigarral Nº45            | 181 183 i1                  |
| 06741  |      | Algete    | Calle Ronda de la Constitución - Calle de Alcalá              | Calle Ronda de la Constitución Nº137 | 180 181 182 183 263 N103 i1 |
| 11698  |      | Algete    | Calle Ronda de la Constitución - Calle de la Fuente del Noque | Calle Ronda de la Constitución Nº113 | 180 181 182 183 263 N103 i1 |
| 06743  |      | Algete    | Plaza de la Constitución - Biblioteca                         | Plaza de la Constitución Nº5         | 180 181 182 183 263 N103 i1 |
| 11691  |      | Algete    | Calle de los Palomares - Parque de los Olivos                 | Calle de los Palomares Nº19          | 185 i1                      |
| 11692  |      | Algete    | Calle de los Olivos - Calle de María Amor                     | Calle de los Olivos Nº18             | 185 i1                      |
| 13128  |      | Algete    | Calle de Pío Baroja - Calle de Luis de Góngora                | Calle de Pío Baroja Nº2              | i1                          |
| 11700  |      | Algete    | Avenida de Europa - Instituto                                 | M-103 km. 8,1                        | 197 i1                      |